# Старобелицька сільська рада (Гомельський район)
Старобелицька сільрада (біл. Старабеліцкі сельсавет) — колишня сільська рада на території Гомельського району Гомельської області Республіки Білорусь.

## Історія
Старобелицька сільська рада з центром в селі Стара Белиця була утворена в 1919 році.

### Хронологія назв
- з 1919 — Старобелицька сільська Рада робітничих, селянських і красноармійських депутатів;
- з 5.12.1936 — Старобелицька сільська Рада депутатів трудящих;
- з 7.10.1977 — Старобелицька сільської Ради народних депутатів;
- з 15.3.1994 — Старобелицька сільська Рада депутатів.

### Хронологія адміністративної підпорядкованості
- з 1919 — в Телешевській волості Гомельського повіту;
- з 9.5.1923 — в Уваровицькій волості Гомельського повіту;
- з 8.12.1926 — в Уваровицькому районі;
- з 17.4.1962 — в Гомельському районі.

Скасований рішенням Гомельської обласної ради депутатів 26 вересня 2006 № 295.

## Склад
Старобелицька сільська рада охоплювала 6 населених пунктів до свого скасування:
- Олександрівка — селище;
- Олексіївка — селище;
- Галіївка — село;
- Зелені Луки — село;
- Острови — село;
- Стара Белиця — село.

Всі населені пункти увійшли згодом до складу Урицької сільської ради.